# Randaberg
Randaberg je norská obec v kraji Rogaland. Správním sídlem je Randaberg. Leží v tradiční oblasti Jæren na Stavangerském poloostrově. Na severozápadě sousedí s obcí Kvitsøy, na severovýchodě, východě a jihovýchodě s obcí Stavanger, dříve též s bývalou obcí Rennesøy, a na jihozápadě s obcí Sola.

## Přírodní poměry
Obec leží u Severního moře v jihozápadní části Skandinávského poloostrova na Stavangerském poloostrově. Leží u vod Vistevigy, Håsteinsfjordu, Kvitsøyfjordu a Byfjordu. V jižní části obce na hranici se Stavangerem leží jezero Hålandsvatnet. Nejvyšším místem obce je Signalhaugen se 75 metry na Stavangerském poloostrově. V západní části území leží ostrovy Grynningen, v severozápadní části Alstein a Stora Kråga.

## Doprava
Obcí prochází ze Stavangeru evropská silnice E39, která pokračuje na stavangerské ostrovy Sokn, Mosterøy a Rennesøy podmořským silničním Byfjordtunnelem. V blízké budoucnosti (2026–2028) bude obec spojena s ostrovní obcí Bokn, a tedy i Haugesundem, pomocí rekordně dlouhého podmořského silničního tunelu – Boknafjordtunnelu. Randaberg bude spojen podmořským silničním tunelem i se sousední ostrovní obcí Kvitsøy, z Boknafjordského tunelu povede samostatná větev Kvitsøyského tunelu.

## Historie
Má se za to, že se zde usazovali někteří z prvních obyvatel Norska již 12 000 let před současností (2004). Předpokládá se, že Svarthola (místně zvaná Vistehålå) byla hlavním útočištěm pro skupinu 25 lidí kolem roku 6000 před naším letopočtem. Tito lidé byli především sběrači a lovci, ale kolem roku 4000 př. n. l. se začali věnovat zemědělství. Kolem roku 2000 př. n. l. bylo jejich hlavní činností zemědělství.